# Typhlops jamaicensis
Typhlops jamaicensis este o specie de șerpi din genul Typhlops, familia Typhlopidae, descrisă de Tsen-Hwang Shaw în anul 1802. A fost clasificată de IUCN ca specie cu risc scăzut. Conform Catalogue of Life specia Typhlops jamaicensis nu are subspecii cunoscute.